# Поле Бродмана 15
Поле Бродмана 15 є однією з визначених Корбініаном Бродманом цитоархітектонічних ділянок кори головного мозку.
Поле 15 було виявлене Бродманом у мавп, але, на відміну від більшості полів, гомологічної (аналогічної) структури в головному мозку людини ним знайдено не було. Тим не менш, дослідження за допомогою сучасних методів функціональної візуалізації виявили структури, які все ж таки можуть бути гомологічними.

## Анатомія
Поле Бродмана 15 розташоване у частині острівцевої кори, найближчій до скроневої частки й у частині скроневої частки, найближчій до острівцевої кори. Воно залягає глибоко в Сільвієвій борозні й тому не видне на поверхні головного мозку без розтину.

### Цитоархітектоніка
Поле Бродмана 15, як і всі Поля Бродмана, визначене на основі цитоархітектоніки. Кора головного мозку в районі поля 15 тонше, ніж в решті ділянок острівця і скроневої частки. Молекулярний шар (I) надзвичайно широкий; зовнішній зернистий шар (II) і зовнішній пірамідальний шар (III) не менш щільний, а внутрішній зернистий шар (IV) повністю відсутній, і середній пірамідний клітинний шар III та внутрішній пірамідний шар (V) зливаються. Мультиформний шар (VI) розбивається на більш щільний клітинний зовнішній підшар (VIa) і менш щільний внутрішній підшар (VIb). Як і в Полі Бродмана 14, підшар VIb зливається з сусідньою огорожею. Клітини в шарі VI формують тангенціальні рядки, схожі на ті, які помітні в полі 10, полі 11 і полі 14 Бродмана.

### Існування у людини
Поле Бродмана 15 - це одне з полів, які у людей спочатку знайдене не було; проте, принаймні, одна дослідницька група виявила ділянку, що приблизно відповідає йому з точки зору анатомічного розташування й аналогічних функцій.

## Функції
Поле 15 є центром кори головного мозку, який збирає імпульси від нервів Герінга (лат. Ramus sinus carotici nervi glossopharyngei) які несуть в мозок імпульси від каротидного синуса про стан кров'яного тиску й біохімічні властивості крові від барорецепторів і хеморецепторів. Ці ділянки при нейровізуалізаційних дослідженнях були виявлені, як активні під час панічних атак.